# Fernando Viani
Fernando Viani (* 3. Dezember 1969 in Mendoza, Argentinien) ist ein argentinischer  Konzertpianist und Klavierpädagoge, der in der Schweiz wirkt. Er beschäftigte sich intensiv mit argentinischen Komponisten (u. a. Alberto Ginastera, dessen gesamtes Klavier- und Orgelwerk er aufgenommen hat), besitzt aber ein Repertoire lateinamerikanischer und europäischer Musik. Aufmerksamkeit erregte er unter anderem mit seinem interdisziplinären Werk „Bewegte Bilder“ und „Debussy Préludes“.

## Leben
Früh entwickelte er eine Leidenschaft für klassische Musik und Klavier. 1977 lernte er, Orgel zu spielen. Während seiner Gymnasialzeit wurde er als Jungstudent in die Klavierklasse von Adela de Lavado (Vertreterin der Unterrichtsmethode von Vincenzo Scaramuzza, Lehrer von Martha Argerich und Bruno Leonardo Gelber) an der Musikhochschule der Nationaluniversität Cuyo (U.N.C.) aufgenommen. 1993 machte er dort seinen Diplomabschluss mit der höchstmöglichen Punktzahl.
Mitte der 1990er Jahre übersiedelte er nach Deutschland, um seine musikalischen Fähigkeiten weiter zu verbessern. Es folgten mehrere Aufbaustudien bei Fany Solter, Dinorah Varsi und Sontraud Speidel als Konzertpianist, die Viani 2003 mit Auszeichnung abschloss. Seit 2012 arbeitet er intensiv mit Marisa Somma, einer Nachfolgerin von Vincenzo Vitale, zusammen, welche ihn als Coach begleitet.
Fernando Viani arbeitet auch als Solist und Konzertpianist. Er trat mehrfach mit dem Argentinischen Nationalen Symphonieorchester (zuletzt 2016 im Auditorium Centro Cultural Néstor Kirchner (CCK) zur 200-Jahr-Feier Argentiniens) und anderen argentinischen Orchestern auf. 2016 spielte er mit den Symphonieorchestern von UCS und PUCRS in Porto Alegre und Caxias do Sul, Brasilien. Ab 1994 begleitete er regelmäßig die Sänger Ingeborg Danz, Guillermo Anzorena und Alicia Borges bei internationalen Auftritten.
Als Solist interpretierte er klassische lateinamerikanische Musik. Nebst anderen Stationen tourte er 1997 durch Indien und Europa und 2001 durch Europa und Nordamerika. 2006 folgte eine Deutschlandtournee mit Alberto Ginasteras gesamten Klavier- und Orgelwerk, das 2007 aufgenommen wurde (erschienen bei Naxos).
2009 begründete er das interdisziplinäre Projekt „Bewegte Bilder“ (Uraufführung 2009, Morat Institut, Freiburg, D), das bis heute aufgeführt wird. Zu eigens dafür gemalten Aquarellen komponierte und spielte Viani die Musik. Aus diesem entwickelte sich das Debussy Projekt, bei dem Viani mit animierten Aquarellen die 24 Preludien Debussys interpretierte.
2006 baute Viani das bis 2013 bestehende Melvin Klaviertrio auf. In wechselnden Besetzungen trat er auch als Kammermusiker beim Kammermusikfestival „Vielsaitig“ in Füssen (2003, 2004, 2005) oder Klavierquintett, A. Dvorak, Melvin Klaviertrio mit Laurent Breuninger und Gäste in Lahr (2011) auf.

### Lehrtätigkeit
Gleichzeitig begann Fernando Viani auch mit seiner eigenen Lehrtätigkeit. Ab 1999 unterrichtete er mehrere Begabtenklassen in Klavier (z. B. in Lahr). 2006 gründete und leitete er die Melvin Musikakademie für begabte Kinder und Jugendliche. Ab 2000 bereitete er Schüler auf nationale und internationale Wettbewerbe vor: Jugend Musiziert, Violeta Dinescu, Münchner Klavierpodium, Ton-Künstler, Wolfgang Hoffmann, Béla Bartók, EPTA International Klavier Wettbewerb, Namur/Belgien in allen möglichen Besetzungen: Solo, Duo mit Gesang/Streich- und Blasinstrumenten, Barock-Ensemble, Neue Musik usw. Seit 2012 unterrichtet er Klavier an der Musikschule Konservatorium Bern und hielt 2014 als Dozent den Masterstudiengang „Lateinamerikanische klassische Musik“ in Mendoza.
2011 und 2012 wurde er in die Jury des „Jugend musiziert“-Wettbewerbes in Deutschland berufen.

## Auszeichnungen
- 1993: 1. Preis des Zentrums für pianistische Forschungen, Buenos Aires/Argentinien
- 1992: 1. Preis des Symphonischen Orchesters der U.N.C., Mendoza/Argentinien
- 1991: 1. Preis der Förderungsstiftung „Lincoln“, Buenos Aires/Argentinien
- 1991: Auszeichnung und Goldmedaille im Wettbewerb „Alberto Williams“, Buenos Aires/Argentinien

## Radio- & CD-Einspielungen
- 05/08 CD-Aufnahme: Klavierstücke von Liszt, Mendelssohn, Bach-Busoni, Chopin, Mousorgsky, u. a.
- 03/06 CD-Aufnahme, Label Naxos: Gesamtes Klavier- und Orgelwerk von A. Ginastera[7]
- 01/03 CD-Aufnahme, Label Podium: Niñerías von J. Turina
- 11/01 Radio der Musikhochschule Karlsruhe: Rigoletto-Paraphrase von F. Liszt
- 11/00 Radio der Musikhochschule Karlsruhe: Tangos von Astor Piazzolla und Luis Gianneo
- 08/00 CD-Aufnahme, Label Marco Polo: Sonate Nr. 3, 6, Tango u. a. von L. Gianneo[8]
- 07/99 CD-Aufnahme, Label Dorian: Liederzyklen von C. Guastavino
- 1995 CD-Aufnahme, Label Irco: Tierra linda von C. Guastavino; Tangos und zwei Stücke von J.J. Castro